# ぽぷりちゃん
『コンビニロボットぽぷりちゃん』は、林雄一による日本の漫画作品。メディアファクトリーの漫画雑誌『月刊コミックアライブ』に2013年2月号まで連載されていたオリジナル作品である。美少女コンビニロボットのぽぷりと、その他の店員の日常を描いたほのぼの4コマ漫画である。4コマでオチをつけながら、ストーリーを展開していく形で構成されている。

## あらすじ
コンビニでの作業に機能を特化したアンドロイドであるコンビニロボット。コンビニ「SUNOO」の美少女コンビニロボットのぽぷりとぽぷりを取り巻く人物が織り成すほのぼの、のんびりストーリー。

## 登場人物

### SUNOO（サンオー）
「ぽぷりちゃん」の舞台のコンビニ。確認されている店員は店長を含め4人。店員が美形揃いなのもあり、繁盛している。コンビニ運営は店長の裁量によるところがかなり大きく、自由な経営がなされている。しかしながら本部も本部で制服として水着を送るなど一風変わった経営を後押ししてい
る。
ぽぷり
SUNOOにやってきたコンビニロボット。SUNOOの店員として働いている。様々な機能を持つ優秀なコンビニロボットだが、特殊な機能を使っている時以外は見た目は人間そのものであり、美少女である。その可愛さとコンビニロボとしての優秀さ、性格の冷静さから、客や町内の人から非常に人気がある。店員、店長にも可愛がられている。
基本的に業務と店長の指示に従順で、ロボットらしい冷静なポーカーフェイスであるが、店長にスカートを下ろされて恥ずかしがったり、コンビニに一人になる時に店長の服を引っ張って寂しさを表すなど、人間のような感情を持っている。
人気投票ではいつもぶっちぎりで1位。
桜庭丈(さくらばじょう)
SUNOOの巨乳店員。通称ジョー。制服を着崩し、胸の谷間を露出している。得意科目をエロゲと豪語しており、その他にもスケベな発言が目立つ。女性であるが、幼女の幽霊に期待したり、透けブラを見るためにシフトをずらしたりしている。
火渡雫(ひわたりしずく)
SUNOOの店員。中性的な顔立ちの女性で、女性客に大人気である。しかし水着になっても男性には気にかけてもらえない。ジョーに対するツッコミ役としての活躍が多い。性的な経験はないが、そういった妄想を度々している。
店長
SUNOOの店長。のんびりとしたドジな女性である。メガネをかけている。本人に悪気はないが、転んだ時の勢い等で、度々ぽぷりのスカートを下ろしている。穏やかで優しい店長で、ノリも良く、店員との関係は良好である。天然ではあるが腹黒い一面もある。謎の人脈をもっている。
夏に店内に海の絵を描いたり、サメのような物体を用意したり、かなり斬新なコンビニ経営をしている。

### OPeth（オーペス）
SUNOOの向かいにあるコンビニ。SUNOOとはライバルという感じではなく、互いに友好的である。しかし、フキツは後述の理由でぽぷりに一方的で個人的な敵意がある。
日陰芙光(ひかげふこう)
OPethの店長。通称フコー。とにかく不幸で運がなく、尽く酷い目に遭っている。しかし、それに対して何か悩んでいる様子もなく、「いつものことですから～」で明るく済ましている。ある意味タフである。人当たりが良く明るい性格である。｢～ですから｣が口癖。
日陰芙橘(ひかげふきつ)
SUNOOの店員。通称フキツ。フコーの妹。人気No.1の中学生モデルと言われている。ぽぷり以外に対しては猫を被って愛想よく対応している。きつい性格ではあるが、根は優しいところもある。人気No.1になりたいと思っているが、人気ではいつもぽぷりが1位となっているため、ぽぷりに対し敵意を見せている。ぽぷりにひと泡吹かせてやろうと様々な手を使っているが、ことごとく失敗している。
OTO-KO
OPethにやってきたコンビニロボット。フコーは男型のつもりで頼んだが、名前がOTO-KOというだけで、女性のコンビニロボである。身長が高く胸も大きい、また、顔がかなり隠れるほど前髪が長い。いつもオドオドしている。怪力で力の制御が上手くできず、コンビニの設備を度々破壊している。登場以来あまり役に立てていなかったが、フキツが風邪を引いた時に看病することで、役に立った。

### 店員以外の登場人物
南ゆずりは
学校の行事で来店した。可愛らしい女の子だが、独特の口調が原因でクラスでは浮いた存在。それを受け入れたぽぷりと仲良くなった。それ以来、たまに来店する。

## 書誌情報
- 林雄一『コンビニロボットぽぷりちゃん』メディアファクトリー〈MFコミックス アライブシリーズ〉、全4巻
  1. 2010年10月23日発売 ISBN 978-4-8401-3385-2
  2. 2011年8月23日発売 ISBN 978-4-8401-4026-3
  3. 2012年7月23日発売 ISBN 978-4-8401-4494-0
  4. 2013年2月23日発売 ISBN 978-4-8401-5006-4